# Tadao Kobayashi
Tadao Kobayashi (født 7. juli 1930) er en japansk fodboldspiller.

## Japans fodboldlandshold
| Japans landshold | Japans landshold | Japans landshold |
| År               | Kmp              | Mål              |
| ---------------- | ---------------- | ---------------- |
| 1956             | 3                | 0                |
| Total            | 3                | 0                |